# Восточне (Буздяцький район)
Восто́чне (рос. Восточное, башк. Восточный) — село (в минулому селище) у складі Буздяцького району Башкортостану, Росія. Входить до складу Буздяцької сільської ради.
Населення — 421 особа (2010; 427 у 2002).
Національний склад:
- татари — 46 %
- башкири — 28 %

Стара назва — селище Восточного Отділення Уртакульського совхоза, в радянські часи — Отділення Восточне совхоза Уртакульський.